# Sadragisil
Sadragisil —Sadrégisile en francès — fou duc d'Aquitània, nomenat en data incerta anterior a l'any 623 pel rei Clotari II, que el tenia altament considerat. Segurament fou duc només de la part d'Aquitània que pertanyia al regne d'Austràsia. Segons antics historiadors el duc es va enemistar amb Dagobert I. El 623 hauria recuperat el favor reial doncs restava duc el 635. La història d'aquest enfrontament es troba a la «carta d'Alaon», basada en les faules de la Gesta Dagoberti, que no tenen credibilitat històrica. El 635 fou assassinat per causes desconegudes i els seus fills criats al palau de Dagobert I (mort el gener del 639) i mai van perseguir als assassins com, per l'època, hauria estat el seu deure, el que va provocar la còlera del rei que els va confiscar l'herència paterna que va cedir a l'abat de Saint-Denis.